# René André
Pour les articles homonymes, voir André.
 (juillet 2021).
Si vous disposez d'ouvrages ou d'articles de référence ou si vous connaissez des sites web de qualité traitant du thème abordé ici, merci de compléter l'article en donnant les références utiles à sa vérifiabilité et en les liant à la section « Notes et références ».
René André, né le 3 juillet 1942 à Quintin (Côtes-d'Armor), est un homme politique français.

## Biographie
Originaire de Bretagne, il s'installe comme avocat à Avranches, où il est suppléant du député Émile Bizet en 1981. Il est propulsé à l'Assemblée à la mort du parlementaire en 1983 (RPR) et constamment réélu à chaque élection législative dès le 1er tour. Il devient ensuite maire d'Avranches en 1989 et préside la Communauté de communes du canton d'Avranches jusqu'en 2008.
Secrétaire de l'Assemblée nationale, entre 1993 et 2002, puis en 2004 et 2005, il démissionne de la Chambre basse le 3 octobre 2006, à la suite de sa nomination lors du conseil des ministres du 27 septembre 2006, comme conseiller-maître (magistrat) en service extraordinaire à la Cour des comptes, contre l'avis de Philippe Séguin, président de cette juridiction. Cette désignation permet le parachutage électoral dans sa circonscription du ministre Philippe Bas, alors que Guénhaël Huet, successeur de René André à la mairie d'Avranches, s'attendait à obtenir cette investiture.
N'ayant plus de mandat municipal après les municipales de 2008, il quitte les présidences de la communauté de communes et du Pays de la baie du Mont-Saint-Michel au printemps 2008. En 2010, il intègre le bureau du mouvement République solidaire en tant que responsable Entreprises, PME et commerce extérieur.
Il est candidat à Binic (Côtes-d'Armor), ville dont il est résident en mars 2014. Il est battu par le socialiste Christian Urvoy, obtenant 49,01 % des suffrages exprimés.
René André est aujourd'hui conseiller à la Cour des comptes et membre de la commission de la transparence et de la qualité des opérations immobilières de l'État.

## Mandats
- Député de la Manche de février 1983 à octobre 2006 (démissionnaire)
- Secrétaire de l'Assemblée nationale de 1993 à 2002 et de 2004 à 2005
- Adjoint au maire d'Avranches de 1983 à 1989
- Maire d'Avranches de 1989 à 2001 et conseiller municipal de 2001 à 2008
- Président de la Communauté de communes d'Avranches de 1992 à 2008
- Présidence du Pays de la Baie du Mont-Saint-Michel jusqu'en mai 2008.